# 歧途
歧途是一套由香港無綫電視於1972年與香港警務處（時稱「皇家香港警務處」）合作拍攝
的彩色電視劇。有份演出的演員包括許紹雄和許冠英。
劇集首播時在星期六晚上十時於翡翠台播出。

## 劇情
根據當時的新聞報導，劇中個案均由現實案件改編而成。

## 劇集特色
劇中的警方角色都不以神探方式出現，並以直截平實的方式來破解案件。
本劇有多場於外景拍攝的鏡頭，有別於當時以廠景拍攝的普通劇集。本劇也是無綫電視首套採用16mm彩色膠卷拍攝的劇集。
由於劇集拍攝期間製作團隊未能同步拍攝和收音，所以劇中演員要事後配音，導致劇集裡出現「不對口型」（即演員的嘴巴先動，然後才聽到對白）的情況。

## 幕後細節
由於本劇與香港警方合作拍攝，一名警察公共關係科高層跟隨劇中演員，教他們如合配槍和搜身的細節。
當時剛剛從無綫電視藝員訓練班畢業的許紹雄在劇中飾演CID警察。當時警方某位高層曾跟許紹雄說他貌似警察，並嘗試游說許加入警隊當CID。雖然當時，一名CID的人工比電視演員高，但許紹雄因為某種原因（連許紹雄本人也已經忘記）而拒絕。許紹雄亦從此開始了長達40多年的演藝生涯。